# Myxobolus parvus
Myxobolus parvus is een microscopische parasiet uit de familie Myxobolidae. Myxobolus parvus werd in 1962 beschreven door Shulman. 